# Deepest Shame
"Deepest Shame" é uma canção gravada pelo rapper britânico Plan B. No Reino Unido, a faixa foi distribuída pela editora discográfica Atlantic a partir de 9 de Setembro de 2012 como o terceiro single da banda sonora do filme ill Manors (2012), também realizada pelo artista. Originalmente composta como um tema de rap freestyle por Plan B, a faixa acabou sendo retrabalhada por Al Shuckburgh até se tornar em um tema soul para que pudesse ser inclusa no filme. Uma remistura intitulada "New Machine Remix" foi gravada com vocais novos dos artistas Ed Sheeran, Chip e Devlin.

## Alinhamento de faixas
- CD single[2]

1. "Deepest Shame" — 3:37

- Download digital – EP[1]

1. "Deepest Shame" (Andy C Remix) — 5:03
2. "Deepest Shame" (instrumental) — 3:38
3. "Deepest Shame" (a capella) — 3:29
4. "Deepest Shame" (New Machine Remix) (com participação de Ed Sheeran, Chip e Devlin) — 4:07
5. "Deepest Shame" (Cinematic Remix) — 4:35

## Créditos
Os créditos seguintes foram adaptados do encarte da banda sonora ill Manors (2012):
- Plan B — vocais, produção e arranjos
- Al Shux — produção e arranjos, mistura
- Eric Appapoulay — produção adicional, mistura
- Jimmy Robertson — engenharia acústica, mistura
- Al O'Connell — engenharia acústica
- John Davis — masterização

## Desempenho nas tabelas musicais
| País — Tabela musical (2012)                       | Posição de pico |
| -------------------------------------------------- | --------------- |
| Reino Unido — Official Singles Chart Top 100 (OCC) | 27              |